# Geleitzug JW 58
Der Geleitzug JW 58 war ein alliierter Nordmeergeleitzug, der im März 1944 im schottischen Loch Ewe zusammengestellt wurde und kriegswichtige Güter in das sowjetische Murmansk brachte. Die Alliierten verloren ein Flugzeug, während auf deutscher Seite vier U-Boote und sechs Flugzeuge verlorengingen.

## Zusammensetzung und Sicherung

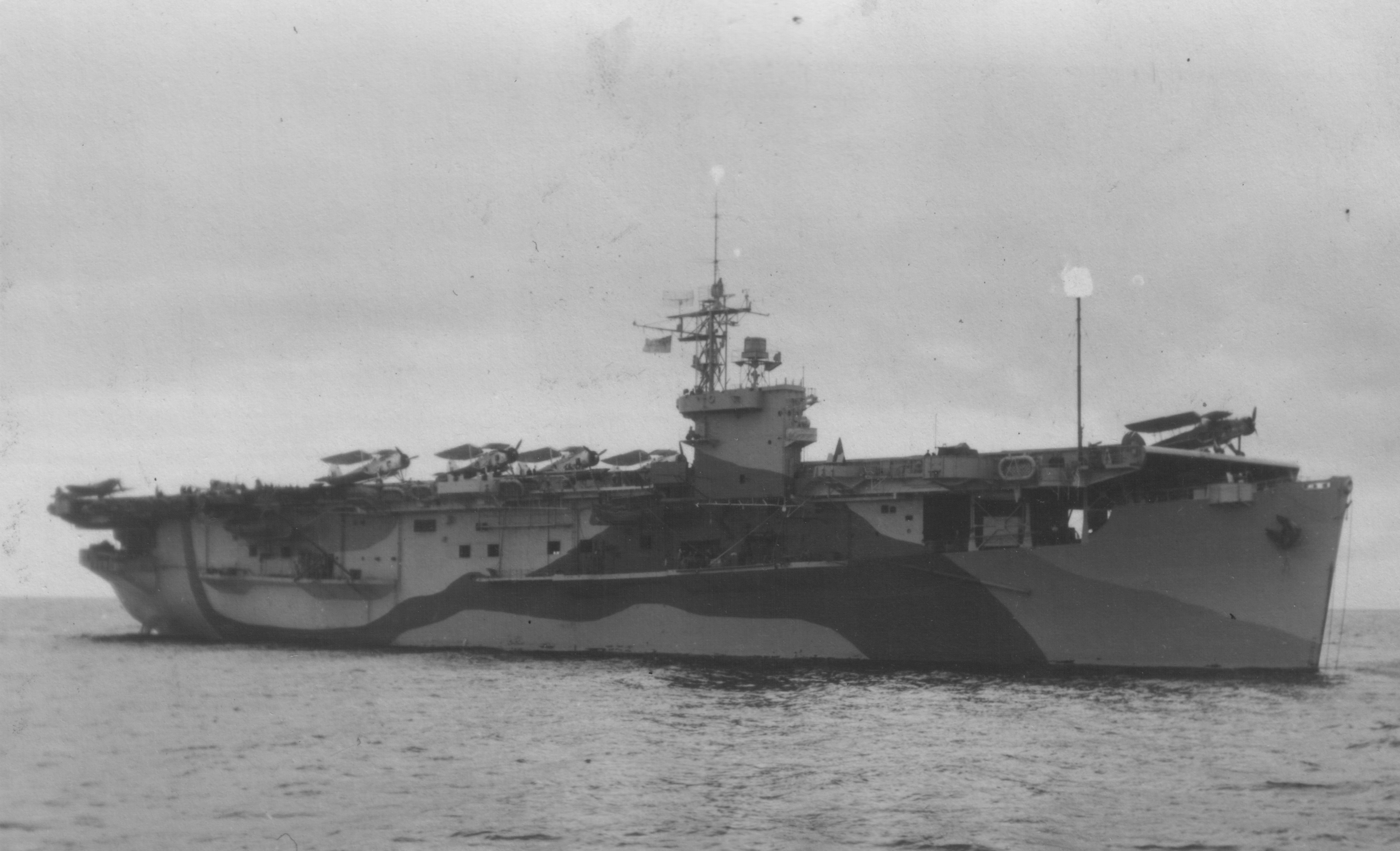
Die Geleitträger HMS Tracker …

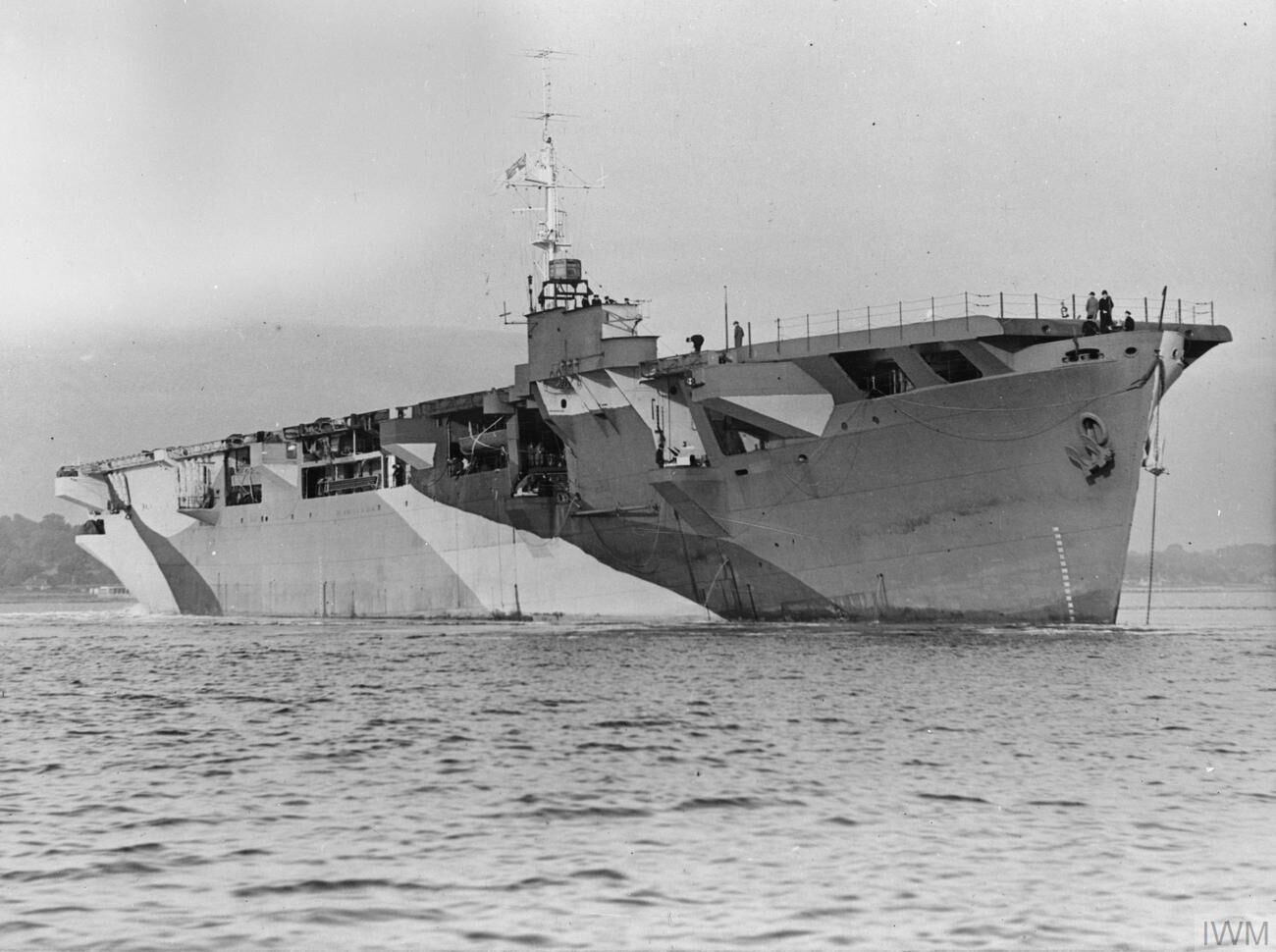
… und HMS Activity

Der Geleitzug JW 58 setzte sich aus 50 Frachtschiffen zusammen. Am 27. März 1944 verließen sie Loch Ewe (Lage) in Richtung Murmansk (Lage). Bis zum 29. März übernahm die Western Local Escort mit den Minensuchern Rattlesnake, Onyx und Orestes und den Korvetten Rhododendron und Stalwart die Nahsicherung des Konvois. Ab 29. März übernahm die Ocean Escort den Geleitzug mit dem Flakkreuzer Diadem, den Zerstörern Onslow, Obedient, Offa, Opportune, Oribi, Orwell, Impulsive, Inconstant, Saumarez, Serapis, Scorpion, Venus, Stord (norwegisch), Keppel, Beagle, Boadicea und Walker und der 2nd Support Group mit den Sloops Starling, Magpie, Wild Goose, Whimbrel und Wren. Zuletzt übernahm die Eastern Local Escort am 3. April die Eskorte mit den sowjetischen Zerstörern Rasjarenny, Gremjaschtschi, Rasumny und Kuibyschew, vier AM-Minensuchern und vier BO-U-Jägern. Weiterhin fuhr im Geleitzug eine Geleitträgergruppe mit den Geleitträgern Tracker und Activity und als Nahsicherung die Zerstörer Westcott, Whitehal und Wrestler sowie die Korvetten Bluebell, Honeysuckle und Lotus. Am 30. März stand die Ferndeckungsgruppe mit den Schlachtschiffen Duke of York und Anson, den Flugzeugträgern Victorious und Furious, den Geleitträgern Emperor, Searcher, Pursuer, Fencer, den Kreuzern Belfast, Royalist, Sheffield und Jamaica und den Zerstörern Milne, Meteor, Onslought, Undaunted, Ursa, Verulam, Vigilant, Virago, Wakeful, Algonquin und Sioux bereit. Die sowjetischen U-Boote S-15, M-119 und M-200 bezogen Stellungen vor den norwegischen Fjorden.
| Name                  | Typ            | Flagge                 | Vermessung in BRT | Verbleib                                                |
| --------------------- | -------------- | ---------------------- | ----------------- | ------------------------------------------------------- |
| Andrew Carnegie       | Frachter       | Vereinigte Staaten     | 7176              |                                                         |
| Arunah S Abell        | Frachter       | Vereinigte Staaten     | 7176              |                                                         |
| Barbara Frietchie     | Frachter       | Vereinigte Staaten     | 7176              |                                                         |
| Benjamin H Latrobe    | Frachter       | Vereinigte Staaten     | 7176              |                                                         |
| Benjamin Schlesinger  | Frachter       | Vereinigte Staaten     | 7176              |                                                         |
| Charles Gordon Curtis | Frachter       | Vereinigte Staaten     | 7176              |                                                         |
| Charles Henderson     | Frachter       | Vereinigte Staaten     | 7176              |                                                         |
| Dolabella             | Frachter       | Vereinigte Staaten     | 8142              |                                                         |
| Edward Alexander      | Frachter       | Vereinigte Staaten     | 7201              |                                                         |
| Eloy Alfaro           | Frachter       | Vereinigte Staaten     | 7176              | musste die Fahrt abbrechen und nach Island zurückkehren |
| Empire Prowess        | Frachter       | Vereinigtes Königreich | 7058              |                                                         |
| Fort Columbia         | Frachter       | Vereinigtes Königreich | 7155              |                                                         |
| Fort Hall             | Frachter       | Vereinigtes Königreich | 7157              |                                                         |
| Fort Kullyspell       | Frachter       | Vereinigtes Königreich | 7190              |                                                         |
| Fort Vercheres        | Frachter       | Vereinigtes Königreich | 7128              |                                                         |
| Fort Yukon            | Frachter       | Vereinigtes Königreich | 7153              |                                                         |
| Francis Scott Key     | Frachter       | Vereinigte Staaten     | 7191              |                                                         |
| Francis Vigo          | Frachter       | Vereinigte Staaten     | 7176              |                                                         |
| George Gale           | Frachter       | Vereinigte Staaten     | 7176              |                                                         |
| George M Cohan        | Frachter       | Vereinigte Staaten     | 7176              |                                                         |
| George T Angell       | Frachter       | Vereinigte Staaten     | 7176              |                                                         |
| Gilbert Stuart        | Frachter       | Vereinigte Staaten     | 7176              |                                                         |
| Grace Abott           | Frachter       | Vereinigte Staaten     | 7191              |                                                         |
| Hawkin Fudske         | Frachter       | Vereinigte Staaten     | 7176              |                                                         |
| Henry Villard         | Frachter       | Vereinigte Staaten     | 7176              |                                                         |
| James Smith           | Frachter       | Vereinigte Staaten     | 7181              |                                                         |
| John B Lennon         | Frachter       | Vereinigte Staaten     | 7198              |                                                         |
| John Carver           | Frachter       | Vereinigte Staaten     | 7176              |                                                         |
| John Davenport        | Frachter       | Vereinigte Staaten     | 7176              |                                                         |
| John McDonogh         | Frachter       | Vereinigte Staaten     | 7176              |                                                         |
| John T Holt           | Frachter       | Vereinigte Staaten     | 7176              |                                                         |
| Joseph N Nicollet     | Frachter       | Vereinigte Staaten     | 7176              |                                                         |
| Joshua Thomas         | Frachter       | Vereinigte Staaten     | 7176              |                                                         |
| Joyce Kilmer          | Frachter       | Vereinigte Staaten     | 7176              |                                                         |
| Julien Poydras        | Frachter       | Vereinigte Staaten     | 7176              |                                                         |
| Lacklan               | Frachter       | Vereinigtes Königreich | 8670              |                                                         |
| Morris Hillquit       | Frachter       | Vereinigte Staaten     | 7210              |                                                         |
| Nicholas Biddle       | Frachter       | Vereinigte Staaten     | 7191              |                                                         |
| Noreg                 | Frachter       | Norwegen               | 7605              |                                                         |
| Pierre S Dupont       | Frachter       | Vereinigte Staaten     | 7176              |                                                         |
| Rathlin               | Rettungsschiff | Vereinigtes Königreich | 1600              |                                                         |
| Thomas Sim Lee        | Frachter       | Vereinigte Staaten     | 7191              |                                                         |
| Townsend Harris       | Frachter       | Vereinigte Staaten     | 7176              |                                                         |
| W R Grace             | Frachter       | Vereinigte Staaten     | 7176              |                                                         |
| William D Byron       | Frachter       | Vereinigte Staaten     | 7210              |                                                         |
| William Matson        | Frachter       | Vereinigte Staaten     | 7176              |                                                         |
| William McKinley      | Frachter       | Vereinigte Staaten     | 7176              |                                                         |
| William Moultrie      | Frachter       | Vereinigte Staaten     | 7177              |                                                         |
| William Pepper        | Frachter       | Vereinigte Staaten     | 7176              |                                                         |
| William S Thayer      | Frachter       | Vereinigte Staaten     | 7176              |                                                         |

## Verlauf

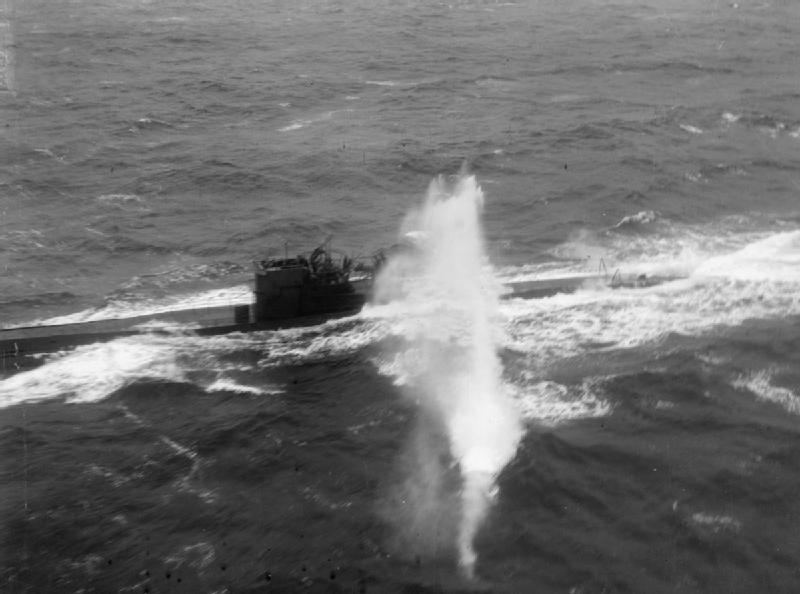
Luftangriff auf U 288

Als der Geleitzug sich Island näherte, schlossen sich ihm drei Frachter, die Fregatte HMS Fitzroy sowie die Minensucher HMS Chamois und HMS Chance an. Einer der Frachter, die Eloy Alfaro, musste allerdings wenig später wegen eines Schadens nach Island zurücklaufen. Als am 29. März 1944 U 961 (Lage) Kontakt zum Geleitzug bekam, ortete die HMS Starling das deutsche U-Boot und versenkte es. Ab 30. März waren ständig deutsche Aufklärungsflugzeuge am Geleit. Die Martlet-Jagdflugzeuge der Geleitträger schossen am 30. März eine Junkers Ju 88 der 1. Staffel/Fernaufklärungsgruppe 22, am 31. März drei Focke-Wulf Fw 200 der 3./Kampfgeschwader 40, am 1. April eine BV 138 der 1./Seeaufklärungsgruppe 130 und am 2. April eine Junkers Ju 88 der 1./Fernaufklärungsgruppe 124 ab. Am 1. April nahmen die ersten deutschen U-Boote Fühlung auf. Insgesamt standen die U-Boot-Gruppen „Thor“ mit U 278, U 312, U 313 und U 674, „Blitz“ mit U 277, U 355, U 711 sowie U 956 und „Hammer“ mit U 288, U 315, U 354 sowie U 968 und den zusätzlich ausgelaufenen Booten U 716, U 739, U 360, U 361 sowie U 990 bereit. Bis zum 3. April abends führten sie viele Angriffe mit T-V-Torpedos auf Geleitfahrzeuge durch, die aber alle erfolglos blieben. Die Alliierten dagegen konnten drei weitere U-Boote versenken; am 1. April U 355 (Lage) durch eine Avenger des Geleitträgers HMS Tracker; am 2. April U 360 (Lage) durch Hedgehog der HMS Keppel und am 3. April U 288 (Lage) durch Flugzeuge der HMS Tracker und HMS Activity. U 288 hatte zuvor eine Swordfish abgeschossen. Am 4. April erreichte der Geleitzug die Murmansk vorgelagerte Kola-Bucht. Neun Frachter liefen als Geleitzug KB 3, mit den Zerstörern Rasumny, Rasjarenny und Kuibyschew, vier AM-Minensuchern und drei BO-U-Jägern weiter zum Weißen Meer.